# Schlüsselbach
Der Schlüsselbach ist ein orographisch linker Zufluss der Rur auf der Gemarkung der Stadt Monschau in der Städteregion Aachen in Nordrhein-Westfalen. Er entspringt auf der Vennhochfläche bei Mützenich, die südlich des Steling liegt. Von dort fließt er zunächst in südwestlicher Richtung, unterquert die Eupener Straße und schwenkt danach in südöstliche Richtung. Kurz bevor er die Vennbahn unterquert, fließt von Westen ein unbenannter Zufluss zu. Anschließend fließt der Schlüsselbach in vorzugsweise südlicher Richtung und entwässert schließlich in die Rur.